# Paris-Austerlitz
Paris-Austerlitz (česky doslovně Paříž-Slavkov) je železniční stanice v Paříži, znamá též jako Gare d'Austerlitz (Slavkovské nádraží). Hlavová stanice se nachází ve 13. obvodu na Place. Architektem nádražní budovy, která je zapsaná na seznam historických památek, je Pierre-Louis Renaud. Název nádraží je odvozen od německého jména moravského města Slavkov, kde Napoleon Bonaparte 2. prosince 1805 zvítězil v Bitvě tří císařů. Na počest této vítězné bitvy bylo v Paříži pojmenováno nábřeží Quai d'Austerlitz, u kterého se nádraží rozkládá.

## Historie
První nádraží bylo otevřeno již 20. září 1840 při zprovoznění tratě do Juvisy. Architektem byl Félix Emmanuel Callet (1791–1854), držitel Prix de Rome. Železnice byla v roce 1843 prodloužena až do Orléans. V roce 1846 bylo nádraží poprvé rozšířeno.
V letech 1862–1870 bylo nádraží přestavěno do současné podoby. Nová hala z kovu má rozpětí konstrukce 51,25 m a je 280 m dlouhá. Velký prostor byl během obléhání Paříže v roce 1870 využíván k výrobě horkovzdušných balónů. V roce 1900 u příležitosti světové výstavy rozšířila společnost Compagnie du chemin de fer de Paris à Orléans stávající železniční trať do centra města Paříže a Gare d'Orsay se stalo novou konečnou stanicí.
V roce 1906 byla nádražní hala proražena kvůli výstavbě nadzemní tratě linky 5 pařížského metra, která překonává Seinu po viaduktu.
Od roku 1926, kdy byla dokončena elektrifikace trati Paříž-Vierzon, již na nádraží jako první v Paříži přestaly zajíždět parní lokomotivy.
V roce 1939 se Gare d'Orsay začalo používat pouze pro dopravu na předměstí a Gare d'Austerlitz se stalo konečnou stanicí dálkových spojů. Až do roku 1990 zde byly vypravovány spoje do jihozápadní Francie. Poté byly uvedeny do provozu linky TGV z Gare Montparnasse, takže se objem přepravy snížil.
3. března 1969 byla otevřena podzemní nástupiště a od 26. září 1979 je využívá linka RER C.
Budova nádraží byla v roce 1997 zanesena mezi historické památky.
Na počátku 90. let se zvažovalo propojit Slavkovské nádraží podzemním tunelem s pohyblivým chodníkem s Gare de Lyon, které leží na druhém břehu Seiny, protože mezi oběma stanicemi není přímé spojení metrem, ale tento projekt byl posléze pro velké náklady odložen.
V letech 2004–2006 byly bývalé administrativní budovy prodány a přestavěny. Původní fasáda zůstala zachována, ale objekt byl kompletně přestavěn na kancelářskou budovu.

## Rozvoj
Od poloviny 90. let probíhá ve čtvrti rozsáhlá modernizace v rámci projektu Paris Rive Gauche, která se dotkne i samotného nádraží. Jedním z projektů je zakrytí kolejiště, nad kterým by vznikly nové užitné plochy. Rovněž se plánuje, že by na nádraží mohly zajíždět vlaky TGV.

## Spojení
Od uvedení do provozu TGV na Gare Montparnasse, ztratilo zdejší nádraží většinu dálkovách spojů směrem na jihovýchod. Ze stanice vyjíždějí vlaky ve směru Toulouse (přes Châteauroux, Limoges, Brive-la-Gaillarde, Cahors a Montauban), Perpignan – Cerbère, Bourges – Montluçon, Orléans – Blois – Tours.
Z nádraží vyjíždí i mnoho nočních vlaků do jižní Francie a Španělska: Barcelona (přes Gérone), Madrid (přes Burgos), Nice (přes Toulon a Cannes), Port-Bou (přes Toulouse a Perpignan), Toulouse – La Tour-de-Carol, Briançon (přes Valence), Toulouse, Rodez – Albi, Irun (přes Biarritz), Tarbes (přes Lurdy).

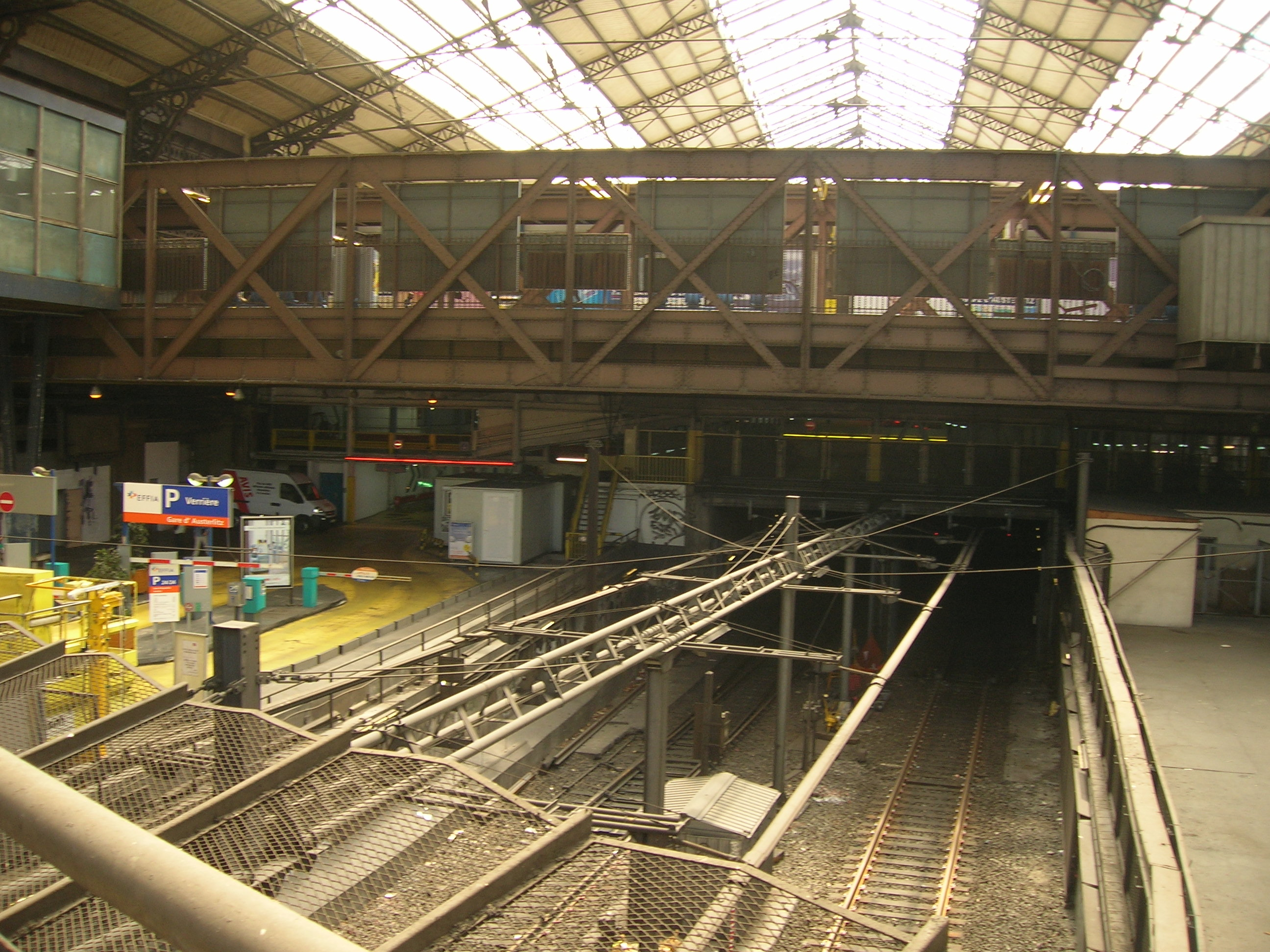
Nástupiště linky 5 v hale nad kolejištěm

V sezónně vyjíždějí noční spoje směrem na Luchon, Saint-Gervais-les-Bains a Bourg-Saint-Maurice.
Vlaky TER zajišťují dopravu směrem na Étampes – Orléans a Dourdan – Châteaudun – Vendôme – Tours.
Na stejnojmenné stanici pařížského metra je možné přestoupit na linky 5 a 10. Nástupiště linky 5 je neobvykle umístěno nad zemí a trať prochází nad kolejištěm přímo hlavní nádražní budovou.
Na podzemní stanici zastavují vlaky linky RER C.